# 요르단의 세계유산

요르단의 세계유산은 세계유산 위원회를 거쳐 유네스코 세계유산에 등재된 요르단의 세계유산을 일컫는다. 요르단은 1975년 5월 5일 유네스코 협약에 비준한 이래, 5건의 문화유산과 1건의 복합유산을 보유하고 있다.

## 목록

### 문화유산
| No. | 사진 | 등록명                                              | 소재지   | 등록년도 | 등록기준      | 유네스코 지정번호 | 비고 |
| 1   |      | 페트라                                              | 마안주   | 1985년   | (ⅰ), (ⅲ), (ⅳ) | 326               |      |
| 2   |      | 쿠세이르 암라                                       | 자르카주 | 1985년   | (ⅰ), (ⅲ), (ⅳ) | 327               |      |
| 3   |      | 움 아르 라사스 (카스트롬 메파아)                    | 마다바주 | 2004년   | (ⅰ), (ⅳ), (ⅵ) | 1093              |      |
| 4   |      | 예수 세례지, "요르단강 건너편 베다니" (알 마그타스) | 발카주   | 2015년   | (ⅲ), (ⅵ)      | 1446              |      |
| 5   |      | 살트 - 관용의 장소와 환영의 도시                    | 발카주   | 2021년   | (ⅱ), (ⅲ)      | 689               |      |

#### 예루살렘 지역
| No. | 사진 | 등록명 | 소재지 | 등록년도 | 등록기준 | 유네스코 지정번호 | 비고 |
| 1   | ※ 요르단의 신청으로 등재되었지만, 이스라엘의 영토에 위치하고 있으며 유네스코는 요르단, 이스라엘, 팔레스타인 어느 곳의 문화유산으로도 인정하지 않고 있다. | ※ 요르단의 신청으로 등재되었지만, 이스라엘의 영토에 위치하고 있으며 유네스코는 요르단, 이스라엘, 팔레스타인 어느 곳의 문화유산으로도 인정하지 않고 있다. | ※ 요르단의 신청으로 등재되었지만, 이스라엘의 영토에 위치하고 있으며 유네스코는 요르단, 이스라엘, 팔레스타인 어느 곳의 문화유산으로도 인정하지 않고 있다. | ※ 요르단의 신청으로 등재되었지만, 이스라엘의 영토에 위치하고 있으며 유네스코는 요르단, 이스라엘, 팔레스타인 어느 곳의 문화유산으로도 인정하지 않고 있다. | ※ 요르단의 신청으로 등재되었지만, 이스라엘의 영토에 위치하고 있으며 유네스코는 요르단, 이스라엘, 팔레스타인 어느 곳의 문화유산으로도 인정하지 않고 있다. | ※ 요르단의 신청으로 등재되었지만, 이스라엘의 영토에 위치하고 있으며 유네스코는 요르단, 이스라엘, 팔레스타인 어느 곳의 문화유산으로도 인정하지 않고 있다. | ※ 요르단의 신청으로 등재되었지만, 이스라엘의 영토에 위치하고 있으며 유네스코는 요르단, 이스라엘, 팔레스타인 어느 곳의 문화유산으로도 인정하지 않고 있다. |
| 1   | | 예루살렘 구시가와 성벽 | 예루살렘 | 1981년 | (ⅱ), (ⅲ), (ⅵ) | 148 | |

### 복합유산
| No. | 사진 | 등록명           | 소재지   | 등록년도 | 등록기준      | 유네스코 지정번호 | 비고 |
| 1   |      | 와디 럼 보호구역 | 아카바주 | 2011년   | (ⅲ), (ⅴ), (ⅶ) | 1377              |      |

## 지역별 분포
문화유산
 자연유산
 복합유산